# 3,3',5,5'-tetrametilbenzidina
La 3,3',5,5'-tetrametilbenzidina (o TMB) è un'ammina aromatica.
A temperatura ambiente si presenta come un solido biancastro dall'odore tenue, mentre si colora di un delicato blu-verde in una soluzione leggermente acida. TMB è degradata dalla luce solare o UV. È leggermente solubile in acqua, mentre ha un'alta solubilità in etanolo.
La TMB è un derivato della benzidina ed è uno dei più diffusi cromogeni non-cancerogeni per analisi basate sulla rilevazione della perossidasi, è utilizzato nella immunoistochimica e come rilevatore della perossidasi nella tecnica ELISA. Viene quindi impiegato in vari campi di diagnostica nonché per la detezione di sangue occulto

## Ossidazione enzimatica

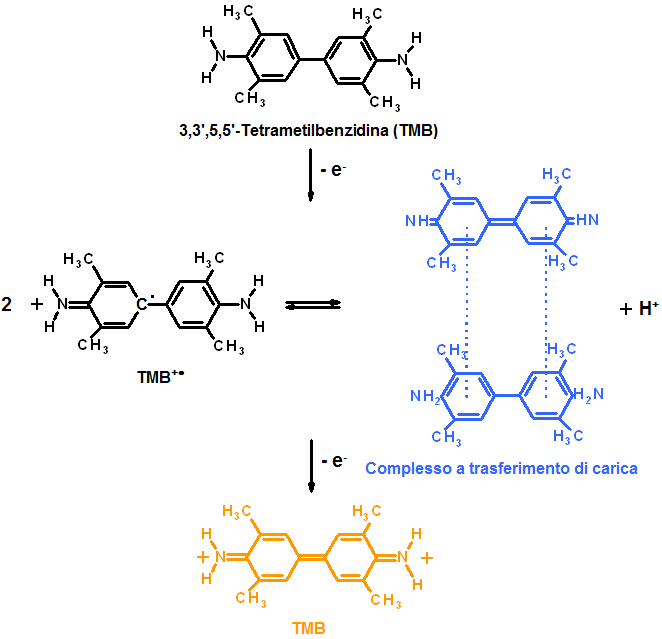
Schema di ossidazione della TMB

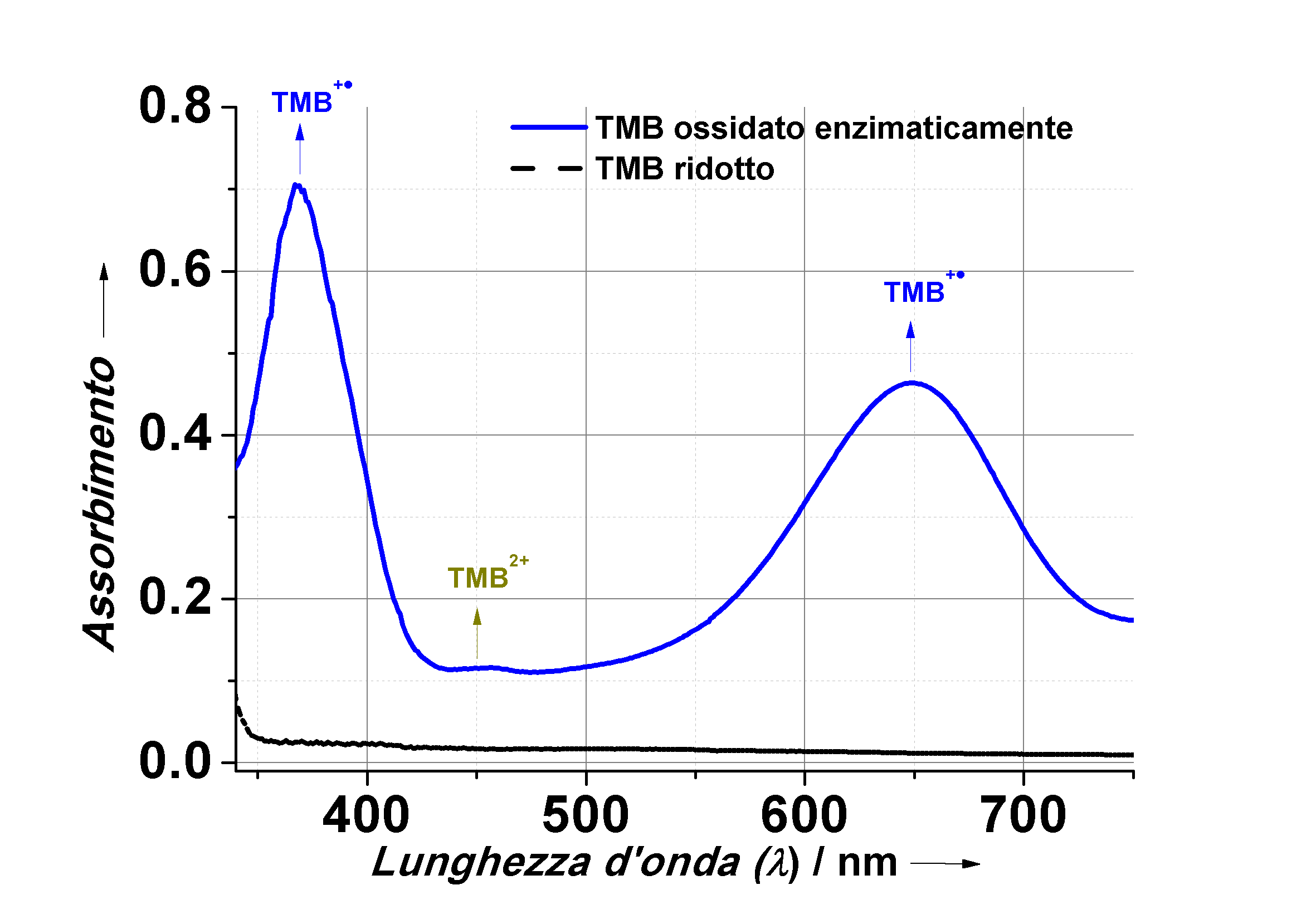
Cambiamento nello spettro della TMB per effetto dell'ossidazione enzimatica

TMB può agire da donatore elettronico per la riduzione dell'acqua ossigenata a acqua per mezzo di un enzima ad azione perossidasica come la perossidasi, ad esempio la diffusa perossidasi di rafano o, con meccanismo più lento, il citocromo c.
Sotto l'azione enzimatica, la TMB assume una colorazione blu con picchi di assorbimento a lunghezze d'onda di 370 nm e 650 nm.
In soluzione leggermente acida (pH 4-7) l'incolore TMB può subire due successivi processi di ossidazione a singolo elettrone. Il primo stadio porta alla formazione del prodotto radicale intermedio, che forma successivamente un complesso a trasferimento di carica con un altro radicale di TMB, assorbente a 370 e 650 nm. In un secondo stadio si forma lentamente una chinodiimmina, che è il prodotto finale completamente ossidato, assorbente a 450 nm.